# Kopácsi-rét

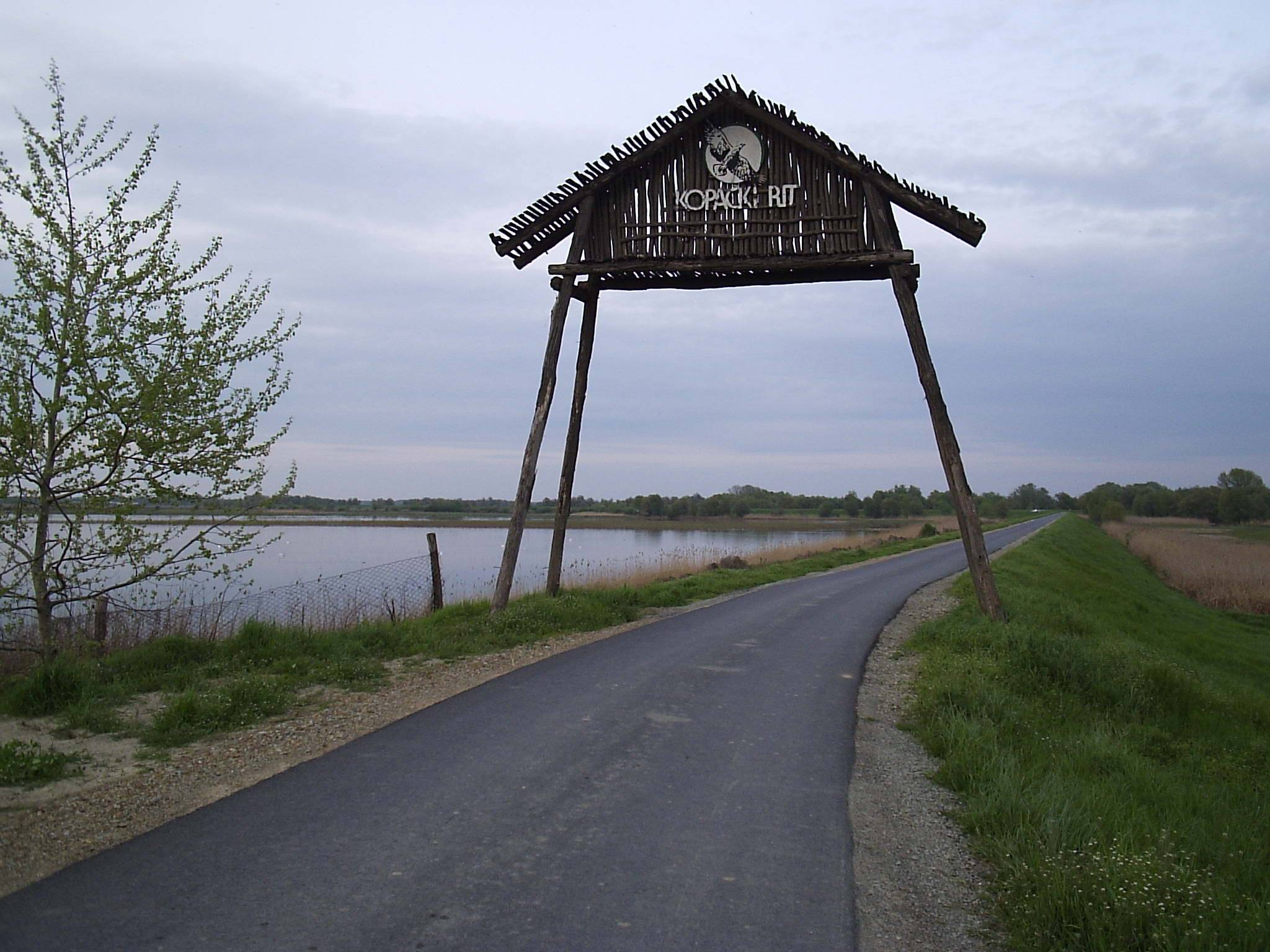
Kopácsi-rét Természetvédelmi Terület főbejárata

A Kopácsi-rét Horvátországban, Eszék-Baranya megyében (Drávaszögben) elterülő, változatos élőhelyeket magába foglaló természetvédelmi terület. Egy része a Kopácsi-rét Természetvédelmi Területet adja, de az összterület nagysága messze meghaladja azt.
Határos a magyarországi Duna–Dráva Nemzeti Parkkal, és szerbiai Felső-Dunamellék Természetvédelmi Rezervátummal is, ahol az élőhelynek nagyobb területnyúlványai is megtalálhatóak. A Kopácsi-rét tehát három országban elterülő ártéri élőhely egy alkotóeleme. Fontos ezen ártéri ökoszisztémák határokon átnyúló komplex természetvédelmének megoldása.

## Védettség/általános adatok
- 1967-ben jelölték ki a terület egy részét természetvédelmi területté: "Narodne novine" 45/67. (1967. P.Z. br. 228.)
  - A természetvédelmi terület 23 230 ha, ebből 7700 ha a speciális zoológiai terület
- 1989 óta megfelel a „Fontos Madárélőhelyek” (IBA) szabta követelményeinek is: A1, A4i, A4iii, B1iii, B2, C1, C2, C4, C6, N.
- 1993 óta a Ramsari egyezmény szabta kritériumoknak is megfelel és felkerült annak listájára. A területet számos holtág, lefűződő morotva, természetes kanális hálózza be és élteti vizével.
- 1999-ben jelölték az UNESCO világörökségi listára (egyelőre várólistás)
- 2008 – Natura 2000 hálózat egyik gócpontja
- Határos települések: Bellye, Kopács, Dunaipuszta, Várdaróc, Laskó, Főherceglak, Vörösmart, Bokroshátpuszta, Kiskőszeg.
- Terület középpontjának koordinátái: 45°32′ és 45°47′

## Terület bemutatása

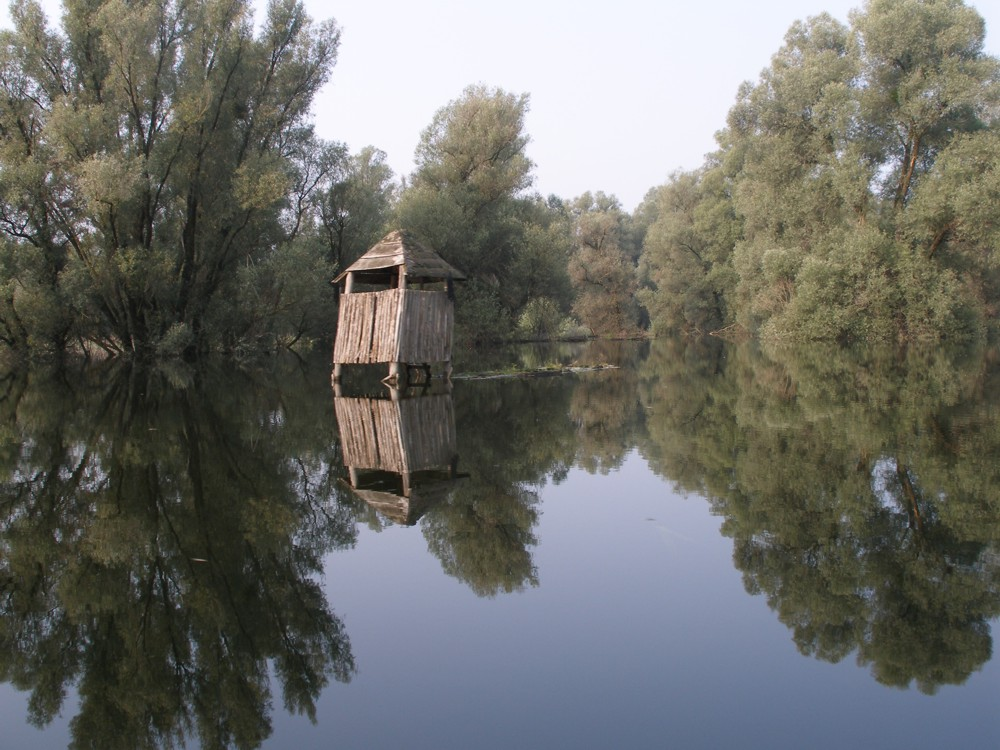
Áradás a Kopácsi-réten

Ezen a vidéken torkollik a Dráva a Dunába. Nagyobb áradások idején hatalmas területeket áraszt el a víz, mely rendkívül fontos élő-, de legfőképp szaporodó helye a halaknak. Nagy kiterjedésű elárasztott területeinek köszönhetően rendkívül fontos ívó területté és Európa egyik legjelentősebb vizes élőhelyeivé teszi. Arculata folyamatosan változik és erősen függ az áradások dinamikájától.
- Tengerszint feletti magasság 78–86 m körüli.
- Éghajlata a közép-európai szárazföldi és a Pannon síkság kontinentális éghajlatai közé esik. Köppen féle osztályozás szerint; Cfwbx. A mérési adatokat Eszék és Brestovac-Belje mérőállomások adatainak átlagolásával kapják. Így évi átlaghőmérséklete; 10,7 °C. Júliusi átlaghőmérséklet 21,6 °C, a januári pedig -1,4 °C.
- Csapadékátlag: évi 649 mm
- Talaját mocsári üledék, por, agyag, tőzeg, finom homok alkotják. Hidrogeomorfológiailag pleisztocén és holocén kori ülepedések jellemzik a rétet. A Duna szakaszára pleisztocén kori meszes kavics (agyag, iszap) jellemző. Szeizmotektonikailag nagyon aktív terület.
- A hidrológiai hálózat részei; Hulovo természetes csatorna, Čonakut, Novi-csatorna, Renovo vagy Pusta fok, Nađhat, Vemeljski Dunavac természetes csatorna, Kopačko-, Bijelo- és Sakadaš-tavak.

A Szakadás tó tulajdonképpen a Duna mellékága volt egykor. A szakadás vagy szakadék a főágból kiszakadót, tehát mellékágat jelentett a régi magyar nyelvben.

## Vegetáció

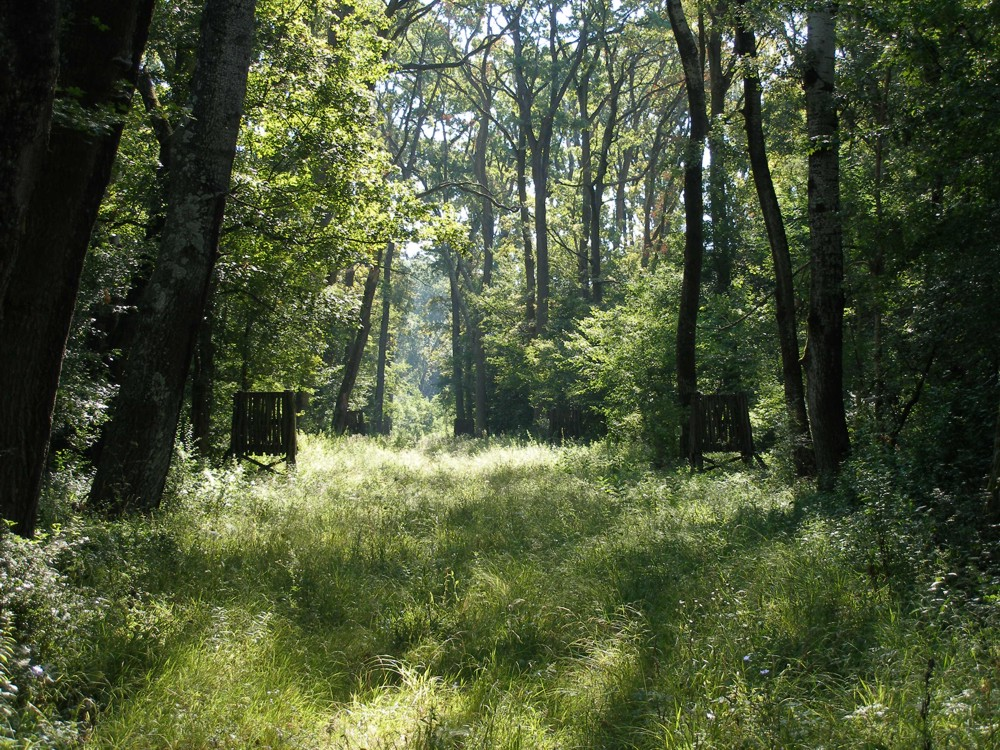
Keményfás ligeterdő részlet, magaslesekkel tűzdelve

A Duna mentén mozaikosan helyezkednek el fehér fűz ligeterdők (Galio-Salicetum albae, Salici-Populetum nigrae) és mocsaras területek. A Dráva torkolatánál elterülő puhafás ligeterdők képezik a Kopácsi-rét Természetvédelmi Terület speciális zoológiai területét (magterületét). Észak felé haladva a Tökösi kastély környékén találhatóak a keményfás ligeterdők (Genisto elatae-Quercetum roboris, Carpino betuli-Quercetum roboris). Kőrises-vénic-szilesnek három szubasszociációja is előfordul itt (Fraxino-Ulmetum laevis);
- 1. Ulmeto-Fraxinetum typicum, prov. Jov. 1968.
- 2. Ulmeto-Fraxinetum quercetosum, prov. Jov. 1968.
- 3. Ulmeto-Fraxinetum populetosum, prov. Jov. 1968.

További jellemző társulások: magas-sásos (Magnocaricetum), nádas (Phraghitetum communus), ezen kívül van még „Scirpetum lacustris”, „Scirpes lacustris”, „Typha latifolia”, „Roripa amphibia”, „Nymphaeo-nupharetum”; fehér tündérrózsával (Nymphaea albae) és vízitökkel (Nuhar luteum) és magával a vízi társulásokkal; „Lemno-Spirodeletum polyrhizae”, „Spirodelo-Salvinietum”, „Riccietum fluitantis”, „Lemno-Utricularietum”, „Lemnetum Trisulcae”, „Wolffietum arhizae”, „Lemno-Azolletum”, „Potamogetonetum lucentis”, „Potamogetonetum graminei”, „Potamogetonetum graminei”, „Hottonietum palustris”, „Nymphoidetum peltatae”, „Trapetum natantis”, „Potameto-Ranunculetum circinati”, „Nymphoido-Hippuridetum”, „Eleocharetum acicularis”, „Nanocyperion”, „Scirpo-Phragmetetum”, „Caricetum elatae”, „Caricetum vesicariae”, „Caricetum gracilis”.

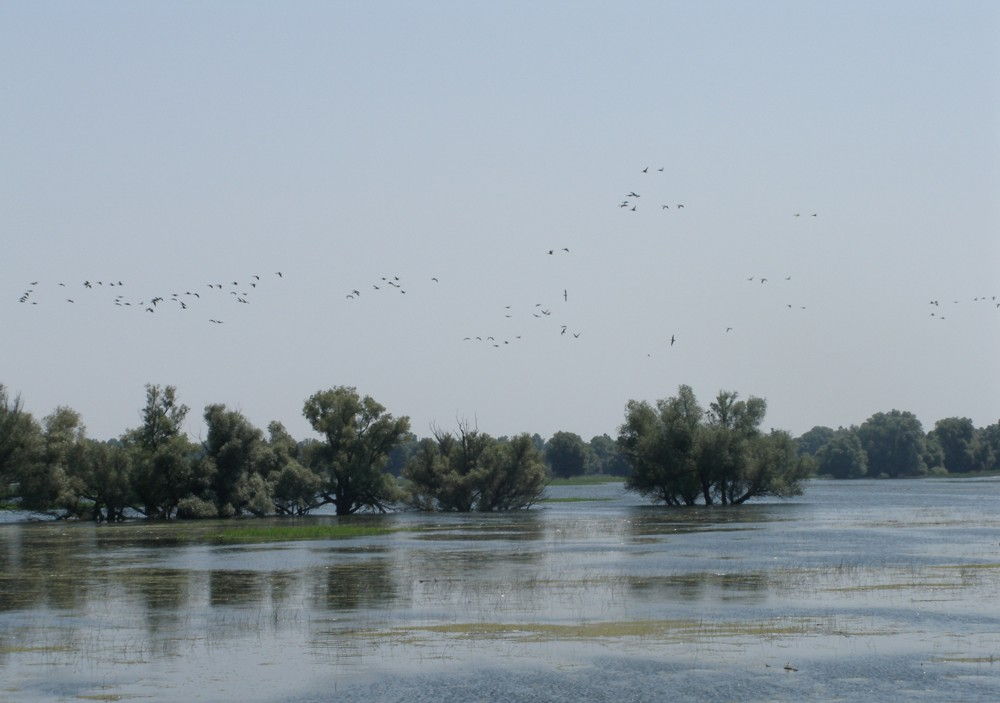
Áradás a puhafás ligeterdőben

Nitrofilfrekvens társulások is vannak; „Lolio-Plantaginetum”, „Sclerochloo-Polygonetum avicularis”, „Descurainietum sophiae”, „Echio-Melilotetum”, „Polygono-Bidentetum”, „Ranunculetum scelerati”, „Alopecuretum aequalis”.
Több mint 40 társulás fordul elő a Kopácsi-réten!
Horvátországban egyedül itt fordul elő az eurázsiai rizsgyékény (Typha laxmannii Lepech.) és a palkasás (Carex bohemica Schreb.).

## Állatvilág
A területen uralkodó speciális morfológiai és hidrológiai viszonyok következtében meglehetősen változatos növényvilág alakult ki, mely egy ugyanilyen változatos, fajgazdag állatvilágot tart el.
Érdekes gerinctelen különlegesség a kopácsi folyamkagyló (Unio tumidus kopaciensis), mely a Kopácsi-rét egy endemikus faja. Abban különbözik az alapfajtól, hogy attól nagyobb termetű. A kagylók nagyon fontos szerepet töltenek be, mint táplálékforrás számos réce számára. Valamint szorosan kapcsolódik hozzájuk a szivárványos ökle (Rhodeus sericeus amarus), melyek bölcsőként használják a kagylót petéik és ivadékaik számára.
Rovarvilág
A Kopácsi-rétnek gazdag a rovarvilága, amit még alig kutattak. A közismert szarvasbogár (Lucanus cervus) mellett, az eddig ismertek közül találtak 85 bogárfélét, több mint 40 szitakötőfajtát, 35 nappali lepkét, 60 éjjeli lepkét, 19 fajta szúnyogot, a bögöly mintegy 30 fajtáját.
A szitakötők (Anisoptera) lárvái a patakok, folyók és tavak vizeiben fejlődnek ki. Ezért láthatjuk őket nagy számban az édesvizek közelében. Horvátországban, több mint hetven fajtáját találjuk. Egymástól különbözve, tarka, gyakran intenzív, szép színekben ragyognak.
Halak világa
A Kopácsi-rét Természetvédelmi Területről 44 halfajt mutattak ki, de a teljes rét területén 55 halfaj is feljegyzésre került.
Kétéltű és hüllő fauna
11 kétéltű fajt és 10 hüllő fajt írtak össze a területről. Kétéltűek számára tökéletes élőhely a Kopácsi-rét. Vizes és szárazterületes mozaikok keveredése nagyon fontos ezen állatok életében. Optimális, hogy a réten nincs egymástól messze a szaporodási- és telelőterületeik. A mocsári teknős (Emys orbicularis) is szép számmal fordul elő.
Madárvilág

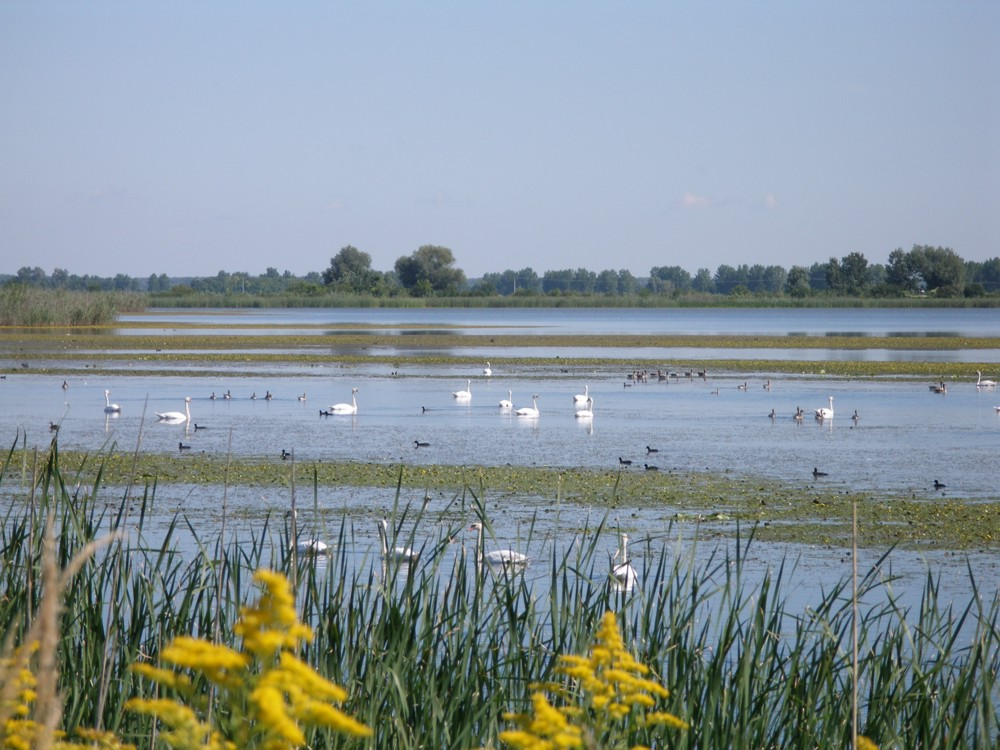
Egykori halastó

A Kopácsi-rét főként madárvilágáról ismert. Mintegy 296 madárfaj előfordulását regisztrálták a területen (2009). 40 feletti pár rétisas (Haliaeetus albicilla) fészkel a Kopácsi-réten, 18-20 pár fekete gólya (Ciconia nigra), 4-5 pár kerecsensólyom (Falco cherrug). 40 pár kis kócsag (Egretta garzetta), 100 pár nyári lúd (Anser anser), 100 feletti pár cigányréce (Aythya nyroca), 900 pár szürke gém (Ardea cinerea). A költöző vándormadarak számára igen fontos pihenő-, telelő- vagy táplálkozó hely a rét. Vonulás idején nem ritka a 30-50 ezer a lúdalakúak (Anseriformes) látványa egy helyen. Szintén vonulás idején ezer feletti kanalasgém (Platalea leucorodia) sereg figyelhető meg. A felszaporodott nagy kárókatonáknak (Phalacrocorax carbo) 1500 fészekből álló telepük van a Kopácsi-rét Természetvédelmi Terület speciális zoológiai területén.
Bíbic (Vanellus vanellus) is szép számmal fordul elő.
Vörös gém (Ardea purpurea), nagy kócsag (Egretta alba), kis kócsag (Egretta garzetta) is remekül érzi magát a réten. A bakcsó (Nycticorax nycticorax) pedig szinte tömegesen fordul elő, mégpedig 400 pár költ a területen. A haris (Crex crex) is költ a területen és megfigyelték már a batla (Plegadis falcinellus) költési kísérletét is. A dankasirályból (Larus ridibundus), a fattyúszerkőből (Chlidonias hybrida), a kormos szerkőből (Chlidonias nigra) és a küszvágó csérből (Sterna hirundo) folyamatosan kerülnek egyedek látóhatárunkba.
- Az IUCN által kidolgozott madárvonulási útvonal , mely a Fertő–Hanság Nemzeti Parkon is áthalad, „biodiverzitási forrópontként” tartja nyilván a Kopácsi-rét vizes élőhelyet, pontosan a következőket:
  - Duna-Drava National Park in Hungary
  - Nature Park Kopacki Rit in Croatia
  - Gornje Podunavlje in Serbia (Felső Duna-szakasz)
- A három terület határokon átnyúló komplex természetvédelme Európa egyedülálló kincsévé tehetné e vizes élőhely rendszert.

Emlősök
Egykor 55 emlősfaj képviseltette magát a Kopácsi-réten és ez Horvátország emlősfaj repertoárjának több, mint 50%-át jelentette. Ma már ebből ki kell húzni az ürget (Citellus citellus), házi patkányt (Rattus rattus), a farkast (Canis lupus). Az aranysakál vagy nádi farkas (Canis aureus) kezd újra gyakorivá válni.
Az IUCN védettségi listájából 10 faj (20,41%) fordul elő a réten; csonkafülű denevér (Myotis emarginatus), tavi denevér (Myotis dasycneme), vidra (Lura lutra). Továbbá előfordul a nagy patkósdenevér (Rhinolophus ferrumequinum), közönséges erdei vörös vagy európai mókus (Sciurus vulgaris), törpeegér (Micromys minutus), güzüegér (Mus spicilegus), mogyorós pele (Muscardinus avellanarius), nagy pele (Myoxus glis) is.
Denevérekből egyébként 12 fajt találtak meg eddig.
Előfordul továbbá a vadmacska (Felis silvestris), a borz (Meles meles), a nyest (Martes foina) és a nyuszt (Martes martes), az európai hód (Castor fiber). Közönséges görényről (Mustela putorius) sem szabad megfeledkezni, a menyétről (Mustela nivalis) és a közönséges, vörös rókáról (Vulpes vulpes) sem.
Jellegzetes a gímszarvas (Cervus elaphus), melynek mai populációnagyságát körülbelül 900 egyedre becsülik. Különleges, hogy agancsuk nagyon változatos alakú. A vaddisznó (Sus scrofa) a legnagyobb termetű mindenevő állat a területen.
Ritkaságba menő emlősök a Kopácsi-réten még a bajuszos denevér (Myotis mystacinus), a csalitjáró pocok (Microtus agrestis).
A pézsmapocok (Ondatra zibethicus) a kanálisok közelében fordul elő és állítólag a nutriát (Myocastor coypus) is látni vélték a halastavak környékén.